# Brozany (Staré Hradiště)
Brozany (občas Brozany nad Labem, německy Brosan) jsou část obce Staré Hradiště v okrese Pardubice.
Brozany jsou vzdáleny cca 2,5 km severně od Pardubic. Leží u bývalého ramene Labe, a také u jejího hlavního toku. Počet obyvatel je cca 500. Počet čísel popisných 130. Obec je zakládajícím členem „Sdružení obcí pod Kunětickou horou“. Z Pardubic do Brozan vede podél toku Labe cyklostezka, která dále pokračuje na hrad Kunětická hora, v jehož památkové zóně leží.

## Historie
Brozany byly strategicky důležité díky brodu přes Labe, který přes obec vedl a spojoval cestu mezi hradem Kunětická hora a městem Pardubice. Brozany samotné patřily k Opatovickému klášteru. Po jeho zničení měly stejný osud jako sousední obec Staré Hradiště. Roku 1588 Brozany regionálně patřily pod rychtu Hradišťskou. Severně nad Hradištěm vznikalo emfyteuticky na pozemcích zrušeného dvora hradišťského v posledních desetiletích 18. století Hradiště na Písku. Úředně bylo také zváno pouze Písek. Jeho název byl odvozen od písčitých půd, které jsou charakteristické pro zdejší oblast. Podle nejstarších zpráv zásobovala místní studánka dobrou vodou vojsko, a proto byla vyznačena na vojenských mapách. „Červená studánka“ se jí říkalo proto, že byla svědkem velkého krveprolití za francouzských válek. Znak obce - symbol tří kůlů vyjadřuje název obce Brozany, který je odvozen od brodu přes Labe, kde kůly stávaly k vázání dobytka.